# Justin Thannhauser
 (août 2023).
Justin K. Thannhauser (1892-1976), est un galeriste et collectionneur d'art allemand, puis américain.

## Biographie
Justin Thannhauser, issu d'une famille juive, est le fils du marchand d'art Heinrich Thannhauser. Il apprend le métier auprès de son père dans la Moderne Galerie qu'Heinrich a fondée à Munich en 1904.
En 1919, il ouvre une succursale à Lucerne et en 1927, il s'aventure à Berlin, d'abord avec deux expositions qui font sensation. Un an plus tard, il transfère ses activités de Munich à Berlin.
Dès 1933, Thannhauser tente de délocaliser son entreprise à l'étranger. En 1937, il émigre à Paris, où il dirige une galerie jusqu'en 1940, également confisquée après l'occupation par la Wehrmacht. Il parvient à s'enfuir à New York avec une partie de sa collection, où il tente un nouveau départ pour la troisième fois.

## Collection Thannhauser
En 1963, Justin Thannhauser fait don d'une part significative de sa collection privée et de celle de son père au musée Guggenheim, où une salle porte son nom. Le musée s'enrichit ainsi d'œuvres de l'impressionnisme et du postimpressionnisme. La collection est d'abord prêtée au musée et après la mort de Thannhauser en 1976, elle est léguée à la Fondation Solomon-R.-Guggenheim. Y figurent des œuvres de van Gogh, Gauguin, Manet et Pissarro. La collection Thannhauser comprend également 32 peintures et œuvres sur papier de Pablo Picasso. Le musée possède ainsi l'une des plus importantes collections publiques d'œuvres de Picasso après les ajouts de la Collection Thannhauser.
Après la mort de Justin, sa femme Hilde a continué à faire dons de certaines œuvres de la collection à différentes institutions notamment le Guggenheim, mais aussi le musée des Beaux-Arts de Berne.

### Controverses juridiques concernant l'époque nazie
Plusieurs transactions conclues par Thannhauser pour l'acquisition d'œuvres d'art durant la période nazie en Allemagne, ont donné lieu à des réclamations de la part d'héritiers s'estimant spoliés, visant les musées détenteurs de ces œuvres léguées par les Thannhauser (entre autres : le Guggenheim, la National Gallery of Art de Washington, ou encore la Neue Pinakothek de Munich).